# フレドリック・バックマン
フレドリック・バックマン(Fredrik Backman、1981年6月2日 - )は、スウェーデンのコラムニスト、ブロガー、小説家。小説『幸せなひとりぼっち』(A Man Called Ove、2012年)の著者。祖国スウェーデンではベストセラー作家の一人。
彼の小説は、世界25カ国以上の言語で出版されている。

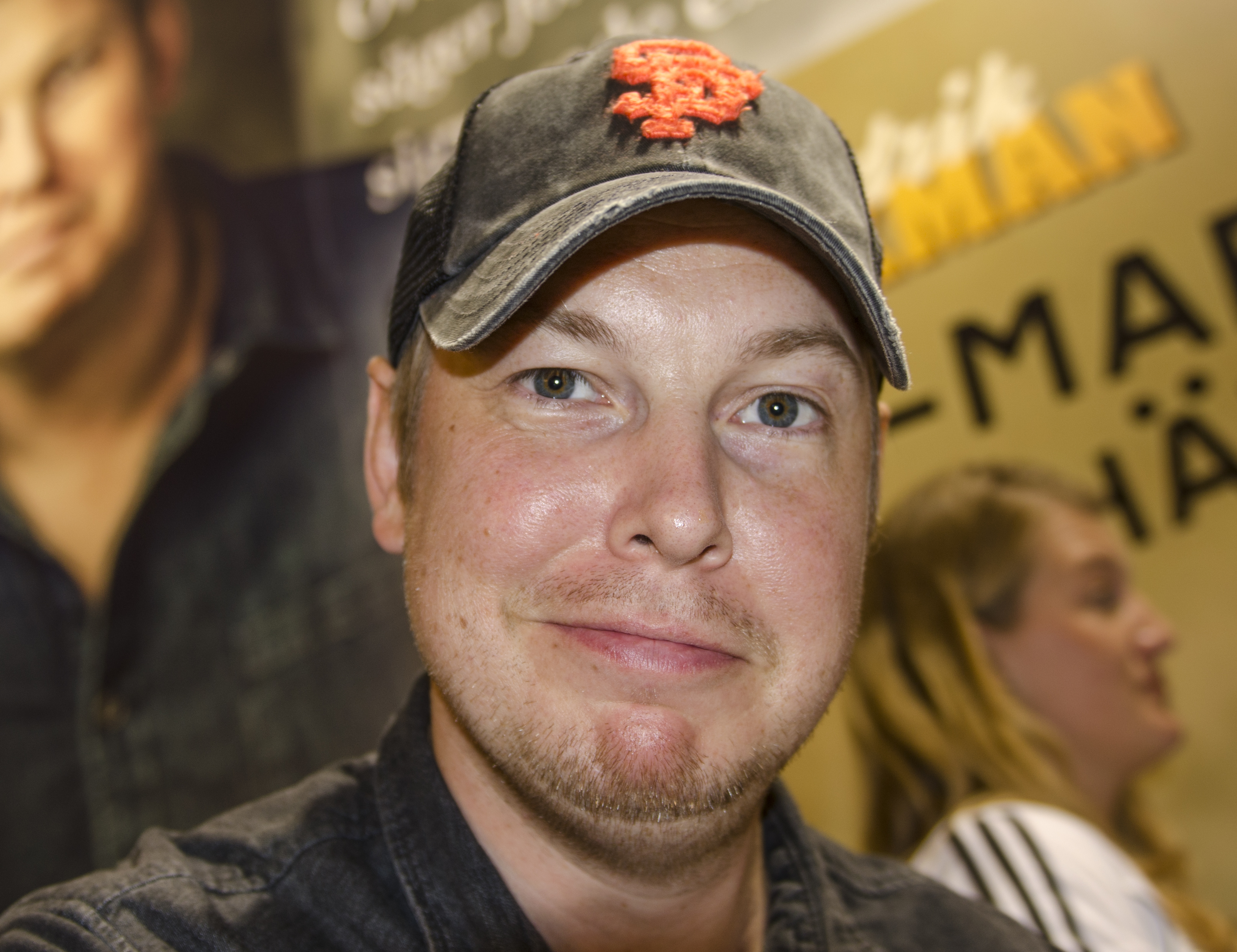
Fredrik Backman (2014)

## 略歴
彼はスウェーデンのヘルシンボリで育った。彼は大学では宗教学を学んでいたが、これは中退で終わった。その後、トラック運転手、レストランの手伝い、フォークリフトのドライバーなどを経験。2007年、ストックフォルムの雑誌「ムーアマガジン」で仕事を得るが、一年半後、職を辞したが、その後もフリーで仕事は継続。以後彼は、「ヘルシンボリ・ターゲブラット」(Helsingborgs Dagblad)と「ムーアマガジン」(Moore Magazine)に執筆してきた。
バックマンは、もともとスウェーデンではブロガーとして知られていた。彼は、 City i Skåne, Moore, Vecko-Revyn, Café, Vi Föräldrar などの新聞にコラムを書いてきた。2012年には、Metroにもコラムを書いている。
小説家としては、2012年の『幸せなひとりぼっち』が処女作になる。これは映画化され、同名のタイトル2015年12月25日にプレミア公開された。
彼の小説Beartownは、スウェーデンの映画製作会社Filmlanceが映像化の権利を購入し、TVドラマシリーズになる予定である。

## 私生活
バックマンは、2009年にネダ・シャフティ・バックマンと結婚し、２人の子どもがいる。ストックホルム近郊のソルナに在住。

## 著作
- En man som heter Ove (2012; English translation A Man Called Ove (novel)|A Man Called Ove, 2013、『幸せなひとりぼっち』ハヤカワ文庫NV 2016年)[8][9]
- Saker min son behöver veta om världen (2012; English translation Things My Son Needs to Know About the World, 2019)[10]
- Min mormor hälsar och säger förlåt (2013; English translation My Grandmother Asked Me to Tell You She's Sorry, 2015、『おばあちゃんのごめんねリスト』早川書房　2018年)[11]
- Britt-Marie var här (2014; English translation Britt-Marie Was Here, released in May 2016)[12][注 1] （『ブリット＝マリーはここにいた』早川書房 2018年）
- And Every Morning the Way Home Gets Longer and Longer: A Novella (November 2016)[14]
- Beartown (also titled The Scandal[15] in United Kingdom: April 2017)[16]
- The Deal of a Lifetime: A Novella (October 2017)[17]
- Us Against You (sequel to Beartown: June 2018)[18]
- Folk med ångest (2019; English Translation Anxious People, September 2020)[19]